# Merkantilizam
Merkantilizam je pravac u ekonomskoj teoriji. Svoj vrhunac postiže u 16. i 17. stoljeću. Bit merkantilističke doktrine svodi se na njihovu teoriju povećanja novčane mase u zemlji i sprječavanju odljeva nacionalnog bogatstva izvan granica zemlje. Merkantilisti se posebno zalažu za trgovinu, ali samo u izvoznom smislu jer su, po sili zakona, izvozni proizvodi sredstvo povećanja nacionalnog bogatstva. Uz njihovu teoriju usko je vezan pojam protekcionizma.
Izraz "merkantilizam" nastao je 1763. godine u Francuskoj. Tu ideju dijelile su brojne zemlje, kao što su Engleska, Njemačka, Nizozemska, Italija, Španjolska. Ideju merkantilizma, o tome kako se napredak temelji na trgovini, razvili su sami trgovci koji su time zagovarali vlastite interese.
Pojavom merkantilizma više se razmišlja o kreditno – monetarnim problemima: jačaju trgovačka središta i razvija se bankarska djelatnost.
Merkantilizam se razvio snažnom intervencijom i regulacijom države jer se trgovinom tog doba stjecalo bogatstvo, jer je novac bio zlatni i srebrni. Trgovci su zato tražili od vladara posebnu potporu svojoj djelatnosti što su i dobivali, radi stvaranja jake državne moći i jakog nacionalnog tržišta koje je bezobzirno uništavalo male lokalne trgovine.
Zapravo, merkantilizam je ekonomski apsolutizam. Na takvom konceptu razvila se unutarnja trgovina 17. i 18. stoljeća, a iz njega proizlazi kako je trgovina jedini i pravi izvor nove vrijednosti za stvaranje gospodarskog blagostanja.
Merkantilizam, kao sustav, temelji se na 9 načela:

1.	važnost razvoja poljoprivrede i rudarstva
2.	isticanje domaće prerađivačke djelatnosti
3.	učenje od razvijenih
4.	važnost zlata i srebra
5.	naglašava se važnost razvoja domaće trgovine i štetnosti uvoza
6.	zamjenjivost inozemnih proizvoda domaćim proizvodima, umjesto novcem
7.	uvoz sirovina ograničiti prerađivačkim kapacitetima
8.	bolje prodavati nego kupiti
9.	ograničiti ili u potpunosti ukloniti potrebu za skupim i luksuznim proizvodima.

Tipični merkantilistički ciljevi bili su pohranjivanje zlatnih i srebrnih poluga i šipki u što većim količinama, time se željelo povećati nacionalno blagostanje i bogatstvo, pozitivna trgovinska bilanca te postizanje ekonomske samostalnosti.

Merkantilizam je najviše uspjeha postigao u Francuskoj, gdje je ministar financija, Jean-Baptiste Colbert, uz ostalo uveo carinske tarife na uvoz, te u Engleskoj, koja je uskoro postala najveća europska sila.

Teoretičari merkantilizma bili su uglavnom trgovci koji su svoje ideje uspješno znali unovčiti za osobnu i nacionalnu korist. Među najvažnije teoretičare merkantilizma ubrajaju se:
- Trgovac Thomas Mun – smatra da su porezi nužni iako su sredstva prisile, a vanjska je trgovina glavni izvor nacionalnog bogatstva, uvoz bi trebalo što više smanjiti jer ga se ne može zabraniti.

- Filozof David Hume – nastojao je spoznati tajnu novca i njegova utjecaja na cijene proizvoda i usluga. Sam novac nije predmet trgovanja, nego sredstvo koje omogućava i olakšava razmjenu roba i usluga.

Josiah Child bio je engleski trgovac, ekonomist i guverner Istočnoindijske kompanije koja se bavila izvozom pamuka, svile, čaja, opiuma i drugih proizvoda iz Indije u Veliku Britaniju. Child je dao formulu merkantilizma: „Vanjska trgovina stvara bogatstvo, bogatstvo moć, moć čuva našu trgovinu i religiju“. U ovoj su formuli obuhvaćene najvažnije karakteristike merkantilizma: naglasak na vanjsku trgovinu, želja za bogatstvom i za moći, kao i povratna veza koje se očituje u potrebi za moći radi zaštite trgovine i religije.
I moć i bogatstvo predstavljaju ciljeve ekonomske politike. Bogatstvo je nužni uvjet moći, a moć je nužni oblik akumulacije bogatstva i njegove zaštite. Bogatstvo i moć predstavljaju zlato i dragocjenosti, a oni se mogu dobiti samo izvozom ako zemlja nema prirodna nalazišta te je zato svaka zemlja nastojala više izvoziti kako bi izvozom dobila više zlata, a time i moći i bogatstvo.
Najbolji način ostvarenja svrhe ekonomske politike bilo je akumulacija zlata i drugih dragocjenosti. 
Kako bi zemlje koje nisu imale rudnike zlata i srebra došle do tih kovina, jedini je način bio veći izvoz od uvoza. Zbog toga se bilanca vanjske trgovine, u kojoj je izvoz bio veći od uvoza, nazivala „povoljnom“. Kako bi se osigurala povoljna bilanca vanjske trgovine, koja je rezultirala neto uvozom zlata, države su počele intervenirati u području vanjske trgovine, nastojeći ograničiti uvoz i poticati izvoz.
Mjere ekonomske politike kojima se to postiže su: carine, kvantitativna ograničenja, uvozne zabrane, kontrola plaćanja i subvencioniranja izvoza. Najvažnija mjera vanjskotrgovinske politike bile su carine, jer je njihova funkcija bila, ne samo da smanjuju uvoz, nego i da povećavaju prihod državne riznice.
Carinska je zaštita potrebna zato što je mladoj, nejakoj industriji potrebna zaštita dok ne ojača. Merkantilisti su zagovarali i uvođenje ograničenje izvoza sirovina radi poboljšanja bilance vanjske trgovine. Time bi se utjecalo na povećanje ponude na domaćem tržištu, što utječe na smanjivanje njihove cijene. Zabrana izvoza sirovina dopunjavana je zabranom izvoza kapitala i radne kvalificirane snage i time se željelo spriječiti razvoj konkurentske industrije u drugim zemljama.
Kolonijalna se politika provodila i prema njoj je svaka država nastojala osvojiti što više, i što bogatije kolonije zbog razvoja proizvodnje sirovina potrebnih za razvoj industrije u metropoli. Kako kolonija ne bi postala konkurent metropoli, njezin je razvoj kontroliran i usmjeravan tako da je stimuliran razvoj primarnih proizvoda, a ograničavan razvoj industrije.
Kako bi se vezala za metropolu, u koloniji je uveden valutni i monetarni sustav metropole. Kolonijama se ponekad dopuštalo da uvedu i vlastitu valutu koja je ovisila o valuti metropole, i to se činilo u obliku osnivanja valutnog odbora koji je mogao izdavati domaću valutu na temelju posjedovanja valute iz metropole i uz fiksni tečaj. Ako je kolonija htjela emitirati više svoje valute, morala je imati više valute svoje metropole, a za to je morala imati suficit u razmjeni s njome.